# Пешур
Пе́шур — деревня в муниципальном округе Егорьевск Московской области России.

## География
Деревня Пешур расположена в северо-восточной части муниципального округа Егорьевск, примерно в 16 километрах к востоку от города Егорьевск. По западной окраине деревни протекает река Пешур. Высота над уровнем моря 137 метров.

## Название
Названия происходит от наименования речки Пешур, которое в свою очередь входит в ряд распространённых в Среднем Поочье названий на -ур (ср. Шатур, Кендур и т.д.).

## История
В начале XX века у речки Пешур был открыт лесопильный цех, где ранее находилась сторожка лесника. При лесопильном цехе возник посёлок.
В 1926 году селение обозначено как хутор, который входил в Низковский сельсовет Поминовской волости Егорьевского уезда.
До 1994 года Пешур входил в состав Большегридинского сельсовета Егорьевского района, в 1994—2004 годы — Большегридинского сельского округа, а в 2004—2006 годы — Саввинского сельского округа.
До 2015 года входила в состав сельского поселения Саввинское.

## Демография
В 1926 году в Пешуре проживало 335 человек (158 мужчин, 177 женщин). По переписи 2002 года — 6 человек (1 мужчина, 5 женщин). Население — 0 человек (2010).
| 1926 | 2002 | 2006 | 2010 |
| ---- | ---- | ---- | ---- |
| 225  | ↘6   | ↘5   | ↘0   |